# Хоаг, Чарли
Чарльз Монро «Чарли» Хоаг (англ. Charles Monroe "Charlie" Hoag, 19 июля 1931, Талса, штат Оклахома, США — 8 марта 2012, Канзас-Сити, штат Миссури, США) — американский баскетболист, чемпион Олимпийских игр в Хельсинки. В 1952 году стал чемпионом NCAA в составе «Канзас Джейхокс».

## Спортивная карьера
Выступал за команду «Канзас Джейхокс», которая в 1952 году выиграла чемпионат Национальной ассоциации студенческого спорта. Канзасцы стали основой сборной США, выигравшей золото Олимпийских игр в Хельсинки (1952). Однако, сам Хоаг, прежде всего, рассматривался как игрок в американский футбол, выступая в конференции All-Big Eight. По окончании Олимпиады спортсмен получил серьезную травму и завершил карьеру.
После окончания колледжа работал страховым брокером.